# Pehowa
Pehowa là một thành phố và là nơi đặt ủy ban đô thị (municipal committee) của quận Kurukshetra thuộc bang Haryana, Ấn Độ.

## Địa lý
Pehowa có vị trí 29°59′B 76°35′Đ / 29,98°B 76,58°Đ Nó có độ cao trung bình là 224 mét (734 feet).

## Nhân khẩu
Theo điều tra dân số năm 2001 của Ấn Độ, Pehowa có dân số 33.547 người. Phái nam chiếm 53% tổng số dân và phái nữ chiếm 47%. Pehowa có tỷ lệ 69% biết đọc biết viết, cao hơn tỷ lệ trung bình toàn quốc là 59,5%: tỷ lệ cho phái nam là 74%, và tỷ lệ cho phái nữ là 64%. Tại Pehowa, 13% dân số nhỏ hơn 6 tuổi.